# Desa

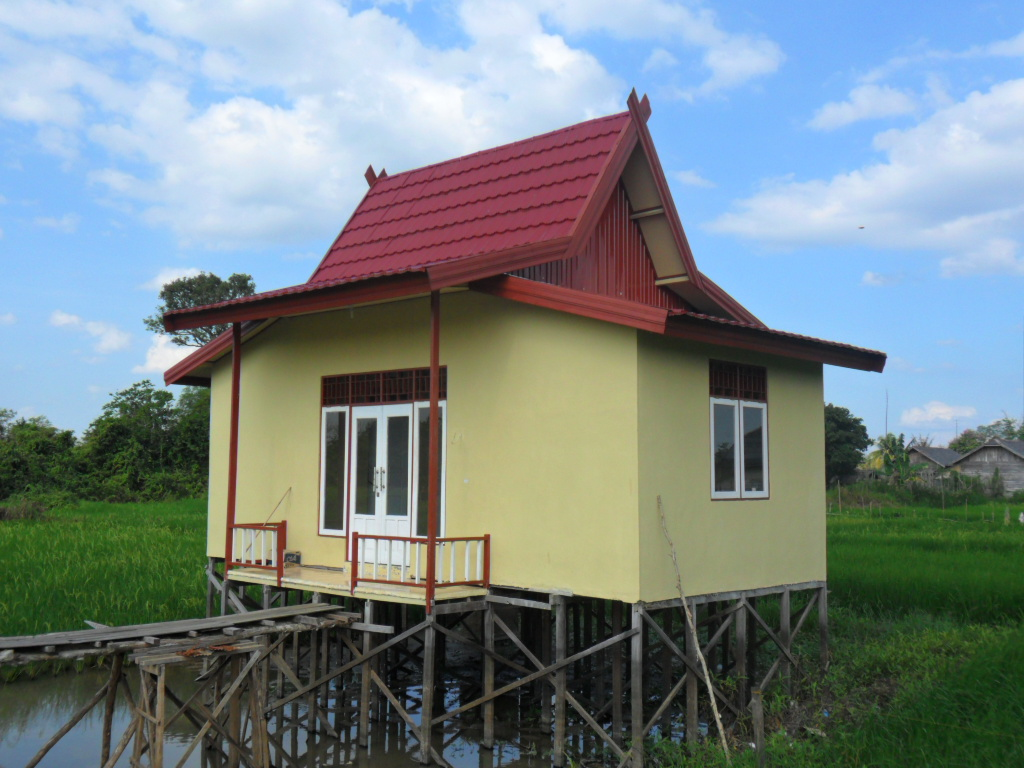
La mairie du desa de Melayu Ulu dans la province de Kalimantan du Sud

Le desa (« village » en indonésien, du sanskrit desha, « pays », que l'on retrouve en bengali dans le nom Bangladesh) est un des deux types d'unités du niveau de division le moins élevé dans l'administration territoriale de l'Indonésie, avec la commune ou kelurahan.
Le chef de village ou kepala desa est élu au suffrage direct.
La loi n° 32 de 2004 portant administration des régions définit le desa comme étant « une unité légale de population ayant des limites territoriales et ayant autorité pour régler et gérer les intérêts de la population locale sur la base de la coutume locale reconnue et respectée dans le système de l’État unitaire de la République d’Indonésie » (article 1, alinéa 12).
Le desa se distingue du kelurahan ou commune en ce que le kepala desa est élu par la population, alors que le chef d'un kelurahan, le lurah, est un fonctionnaire nommé par sa hiérarchie.

## Variantes du mot
Selon la région ou la province, le village peut être désigné par un autre nom : gampong en Aceh, nagari en pays minangkabau dans la province de Sumatra occidental, kampung en Nouvelle-Guinée occidentale, lembang en pays toraja à Célèbes.

## «Démocratie villageoise»
Sous le régime de Soeharto, le chef de village (kepala desa) était élu, mais le seul candidat était celui des autorités. Le chef de village était en outre « secondé » par un sous-officier désigné par le commandement militaire local, le babinsa (acronyme de bintara pembina desa, « sous-officier d'orientation du village »). Le village était le premier maillon du système de contrôle de la population par le régime.
À l'époque coloniale, des auteurs néerlandais parlaient de « républiques villageoises » (dorpsrepubliek), dont le chef était élu par la population et où les décisions se prenaient sur la base de délibérations auxquelles participait l'ensemble de la population et qui devaient aboutir à un consensus. Certains auteurs y voient un mythe qui aurait pour origine la critique que faisait Raffles, qui fut lieutenant-gouverneur général de Java de 1811 à 1816, du système politique javanais de l'époque, qu'il opposait à un village des origines idéal, où régnaient paix et prospérité.
D'autres auteurs écrivent que dans la Java du IXe siècle, les princes du centre de l'île, les raka, devaient être capables d'établir un lien avec les wanua, ou villages, pour assurer leurs revenus tout en respectant l'indépendance de communautés rurales prospères. Plus tard, au XIe siècle, qui voit l'essor de l'est de Java comme principal centre de pouvoir, la chaîne de commandement entre la cour et les villages a gagné en longueur. Cela ne signifie pas pour autant que les villages aient perdu leur indépendance.

## La loi de 2004[pasclair]
En janvier 2014[pas clair], l’Indonésie promulgue une loi sur le village, défini comme étant « une unité de communauté légale possédant des limites territoriales qui a autorité pour régler et gérer des affaires de gouvernement, les intérêts de la communauté locale sur la base de l’initiative de celle-ci, les droits originaux, et/ou les droits traditionnels reconnus et respectés dans le système de gouvernement de l’Etat unitaire de la République d’Indonésie ». Cette loi entérine le village comme institution civique fondamentale traditionnelle en Indonésie.